# ألبرشت ماير
ألبرشت ماير (بالألمانية: Albrecht Mayer)‏ هو زمّار ألماني، ولد في 3 يونيو 1965 في إرلنغن في ألمانيا.

## وصلات خارجية
- الموقع الرسمي
- ألبرشت ماير على موقع IMDb (الإنجليزية)
- ألبرشت ماير على موقع مونزينجر (الألمانية)
- ألبرشت ماير على موقع ميوزك برينز (الإنجليزية)
- ألبرشت ماير على موقع أول ميوزيك (الإنجليزية)
- ألبرشت ماير على موقع ديسكوغز (الإنجليزية)